# Mindre panspindel
Mindre panspindel (Hahnia pusilla) är en spindelart som beskrevs av Carl Ludwig Koch 1841. Mindre panspindel ingår i släktet Hahnia och familjen panflöjtsspindlar. Arten är reproducerande i Sverige. Inga underarter finns listade i Catalogue of Life.